# Orchidantha inouei
Orchidantha inouei là một loài thực vật có hoa trong họ Lowiaceae. Loài này được Hidetoshi Nagamasu và Shoko Sakai miêu tả khoa học đầu tiên năm 1999.

## Phân bố
Loài bản địa Malaysia (bang Sarawak).